# Romulus Augustulus
Romulus Augustus, född cirka 461, död okänt år efter 476, var kejsare över det västromerska riket 31 oktober 475–4 september 476. Romulus upphöjdes som tonåring till romersk kejsare av sin far Orestes, som drev den förre kejsaren Julius Nepos på flykten. Han var den siste romerske kejsaren som regerade från Italien, även om Julius Nepos lagligen innehade titeln "västromersk kejsare" både under och efter Romulus regeringstid och bysantinska kejsare mellan 500-talet och 1000-talet regerade över hela eller delar av Italien (dock från Konstantinopel). Eftersom han var den siste kejsaren som regerade från Italien ses han oftast som den siste kejsaren i Västrom och den tidpunkt när han avsattes av Odovakar ses traditionellt som slutet på det västromerska riket.
Romulus Augustus är mest känd under sitt smeknamn Romulus Augustulus, men han regerade officiellt som Romulus Augustus. Suffixet -ulus understryker hans unga ålder, Augustulus betyder "liten Augustus".

## Regeringstid

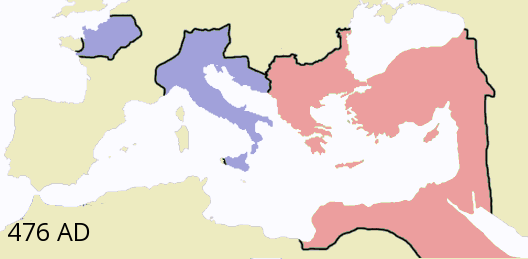
Västromerska riket (blått) och Östromerska riket (rött) år 476. Romulus Augustulus kontroll sträckte sig egentligen inte utanför Italien, Illyrien styrdes av den tidigare kejsaren Julius Nepos och exklaven i Gallien av Syagrius, som stödde Nepos.

År 475 drevs den tidigare kejsaren Julius Nepos ut ur den västromerska huvudstaden Ravenna av Orestes, en tidigare sekreterare för Attila. Istället för att låta kröna sig själv till kejsare utropade Orestes sin drygt femtonårige son till kejsare under regentnamnet "Romulus Augustus".
Det kejsardöme Augustulus ledde var betydligt mindre och svagare än det varit mindre än ett århundrade tidigare. Östrom behandlade sin västliga motsvarighet som en klientstat och hade utsett och stött den tidigare kejsaren Julius Nepos. Ingen av de två östromerska generalerna som vid den här tiden stred om positionen som östlig kejsare, Zeno och Flavius Basiliscus, erkände Romulus som västlig kejsare och fortsatte istället stödja Nepos, som var i exil i Dalmatia.
Som marionettkejsare till sin far gjorde Romulus inga egna större val och byggde inga monument under sin korta regeringstid. Mynt som bär hans namn präglades i Rom, Mediolanum, Ravenna och delar av södra Gallien. Några månader efter Romulus kröning krävde en koalition av germanska stammar under Odovakar, en general och foederati formellt lojal till riket, en tredjedel av landet i Italien. Orestes vägrade och stammarna gjorde revolt. Orestes fångades och avrättades snabbt och Odovakar intog kort därefter Ravenna. Den 4 september 476 abdikerade Romulus. Detta ses ofta som slutet på det västromerska riket, men samtida källor verkar inte ta upp det som någon stor förändring, Rom hade redan förlorat kontrollen över de flesta västromerska provinserna, germaner utgjorde redan tidigare en majoritet av de romerska soldaterna och germanska generaler såsom Odovakar hade länge varit den sanna makten bakom den västromerska tronen.
Odovakar utnyttjade senaten i Rom, som nu var under hans kontroll, att be den östromerske kejsaren Zeno att avsluta konceptet om ett delat romerskt rike och samtidigt legitimisera Odovakars styre över Italien som en vassal till Zeno. Zeno utnämnde Odovakar till Dux italiae ("hertig över Italien") men tvingade honom även att erkänna Julius Nepos som sin lagliga kejsare, vilket Odovakar gjorde.

## Senare liv
Romulus Augustulus senare liv är i stort sett okänt. Man vet att Odovakar skonade den unge kejsaren och lät honom leva ut sitt liv i Kampanien. Anledningen till att han skonades är okänd, men tros ha varit på grund av hans unga ålder (drygt 15-16). Källor om resten av hans liv är sparsamma och det är okänt när och hur han dog. Han förefaller fortfarande ha varit i livet så sent som år 507.